# 张北镇
张北镇，是中华人民共和国河北省张家口张北县下辖的一个乡镇级行政单位。

## 行政区划
张北镇下辖以下地区：
教育街社区、市场街社区、民乐街社区、建设街社区、东关街社区、西关街社区、北城街社区、工业街社区、南城东街社区、南城西街社区、南壕堑村、永胜昌村、九卜树村、新村、东关村、西关村、树儿湾村、西梁村、蔡脑包村、黄土湾村、和尚庄村、小柳沟村、瓦窑湾村、马莲滩村、庙滩村、赐儿山村、海子洼村、元泉厂村、星秀沟村、三道洼村和陈羊沟村。